# Zornsamlingarna

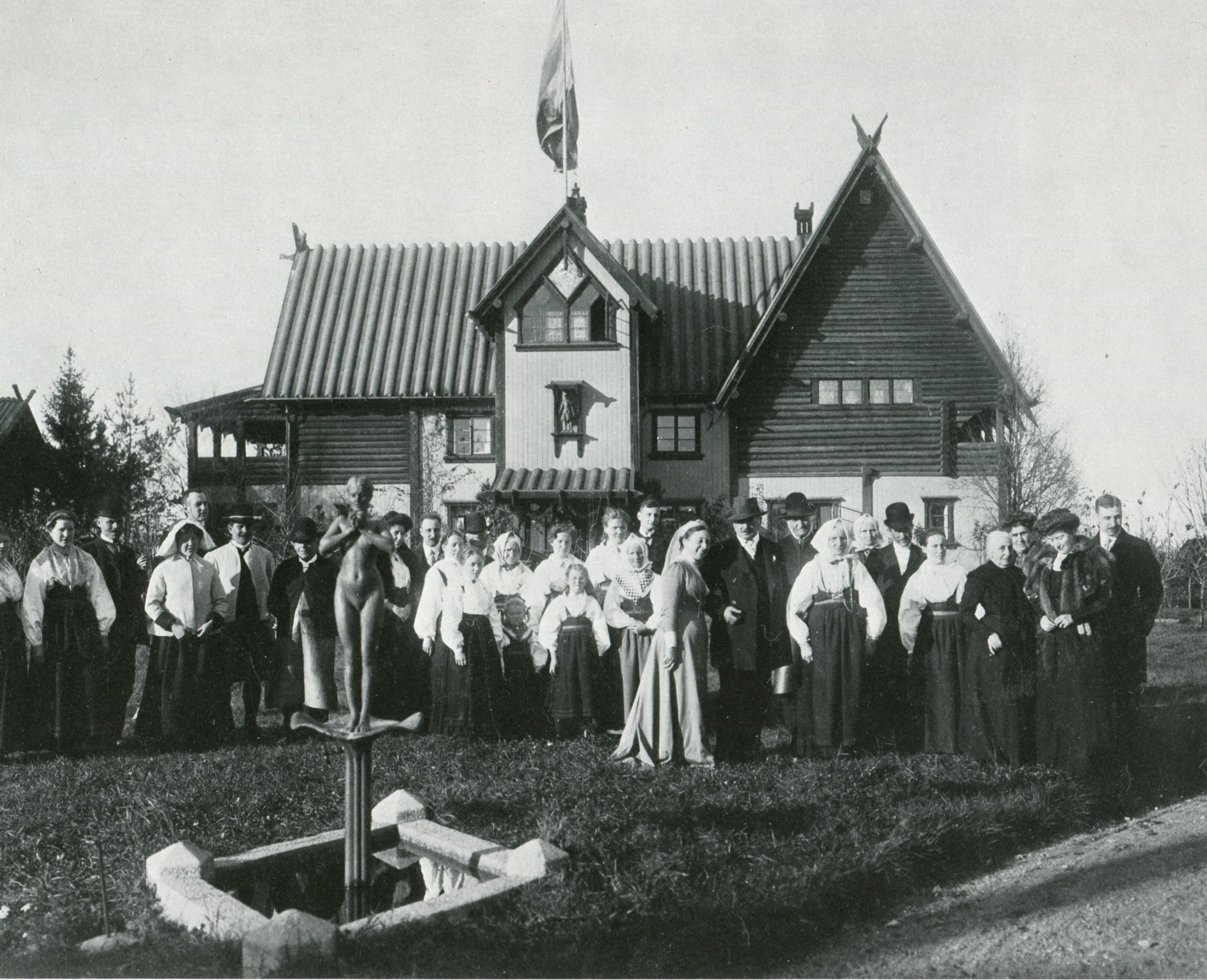
Emma och Anders Zorn framför Zorngården den 16 oktober 1910. Vid Zorns vänstra sida står hans mor "Mona" (modern) - Grudd Anna Andersdotter. I förgrunden syns fontänskulpturen "Morgonbad".

Zornsamlingarna är en donation från makarna Anders och Emma Zorn till svenska staten vilken omfattar fyra museer; Zorngården, Zornmuseet, Zorns gammelgård och textilkammare i Mora samt Gopsmor. Makarna Zorns donation omfattar utöver anläggningarnas byggnader nära 20 000 föremål, från konstnären Anders Zorns egna verk till föremål ur makarna Zorns egna hem och samlingar.

## Zorngården
Zorngården var makarna Zorns, och efter Anders Zorns bortgång 1920 Emma Zorns, bostad i Mora. År 1942 blev det ett museum. År 1886 inköpte Anders Zorn en tomt bredvid Mora kyrka och flyttade dit en stuga från sin morfars gård. När makarna Zorn beslutade att flytta hem efter flera år utomlands byggdes stugan om och till. Gården gestaltades i nationalromantikens stil och fick ett delvis fornnordiskt utseende. 
År 1910 var alla tillbyggnader klara och Zorngården hade fått det utseende som den har än idag. Den är idag en av Sveriges mest kända nationalromantiska villor. Särskilt iögonenfallande är den stora timmerkonstruktionen i öster som inrymmer den nio meter höga salen, Stora rummet. I bottenvåningen finns köksutrymmen, matsalen och gästrum. I övre våningen finns förutom Stora rummet makarna Zorns privata rum, det vill säga deras sovrum, Emma Zorns bibliotek och Gröna rummet.
Anders Zorn var mycket teknikintresserad vilket innebär att exempelvis köket innehåller en av Sveriges första varmvattenberedare. Huset uppvärmdes redan 1898 med centralvärme och förfogade över rinnande varmt och kallt vatten. 1898 installerades telefon med nr. 4.
Bland Zorngårdens inventarier märks framför allt möblerna, både de gustavianska och de från Karl Johan-tiden, och de möbler som Zorn själv ritade, inspirerad av de traditionella allmogemöblerna. Här finns även delar av den stora silversamlingen och intressant porslin.

### Exteriörbilder Zorngården

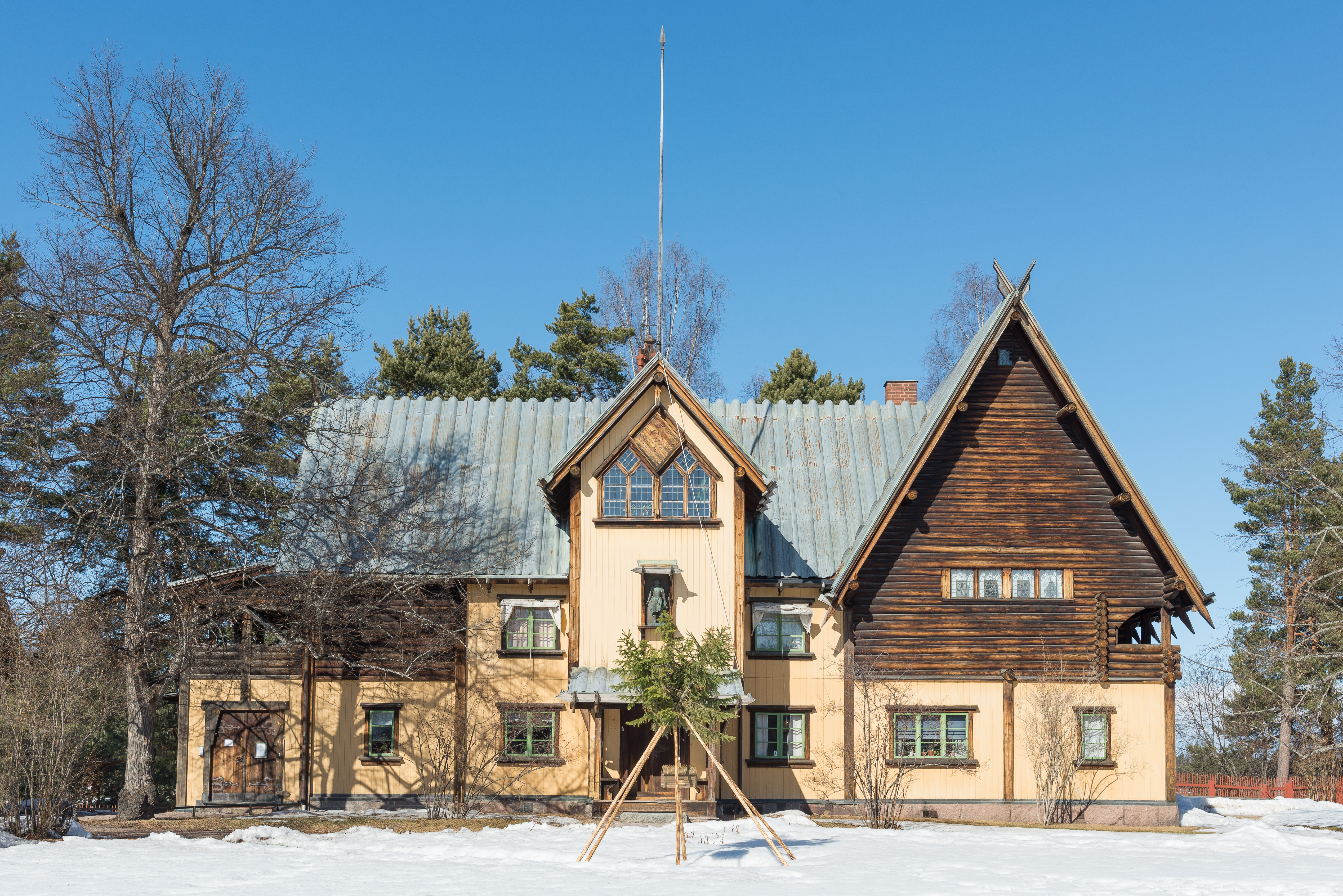
Zorngården, fasad mot söder.
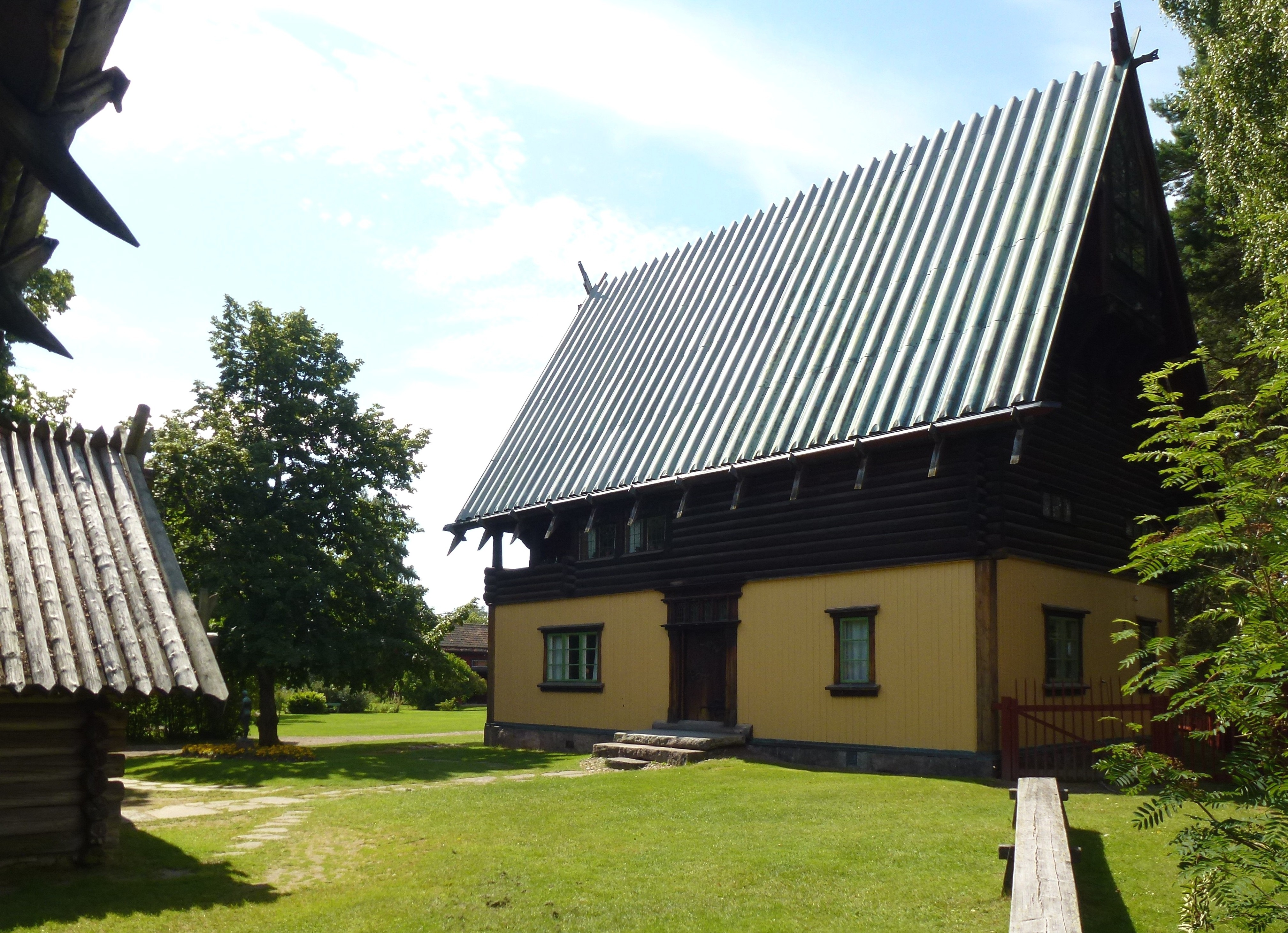
Zorngården, fasad mot öster.

### Interiörbilder Zorngården

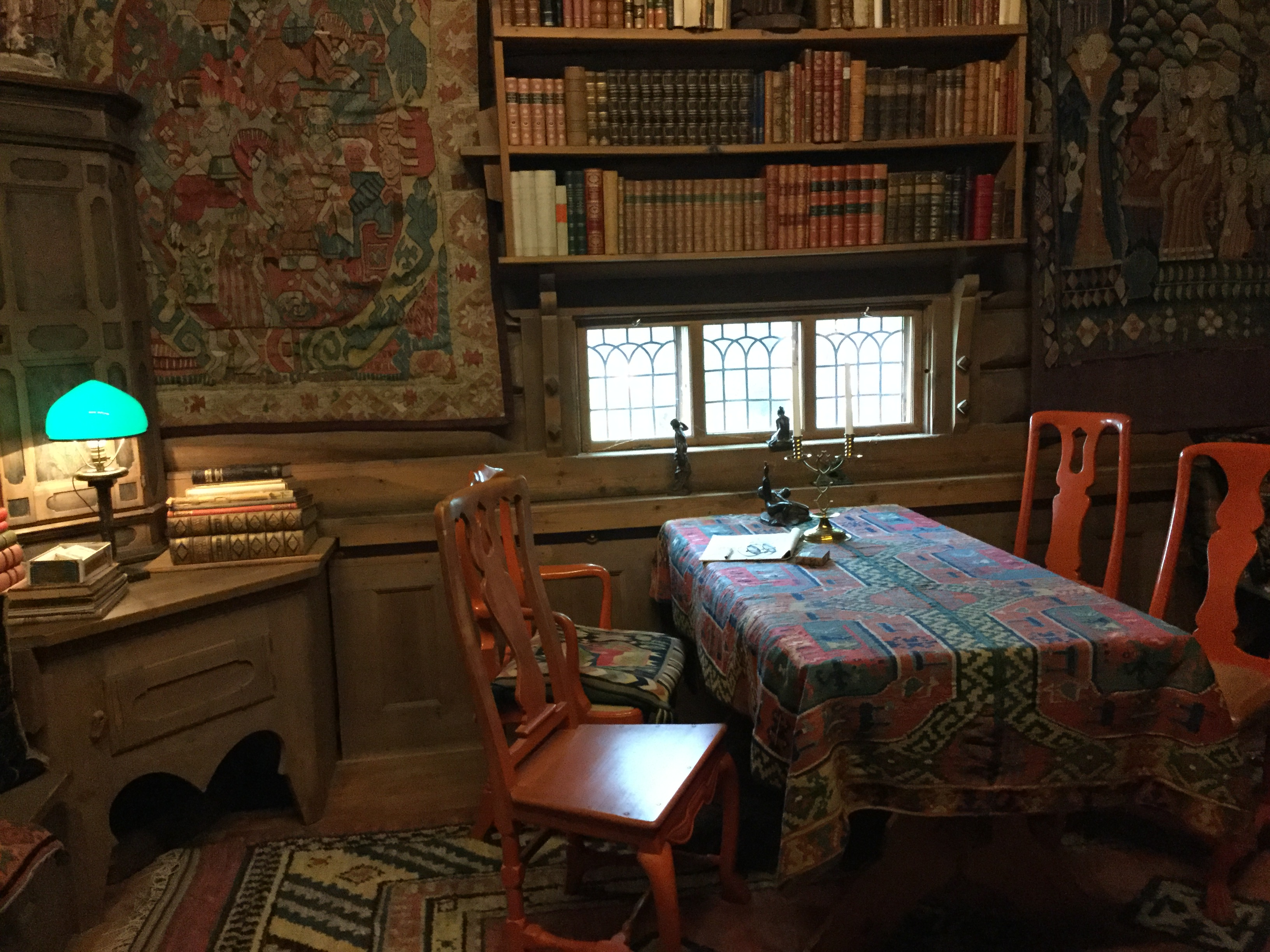
Stora rummet; "Vikingasalen"
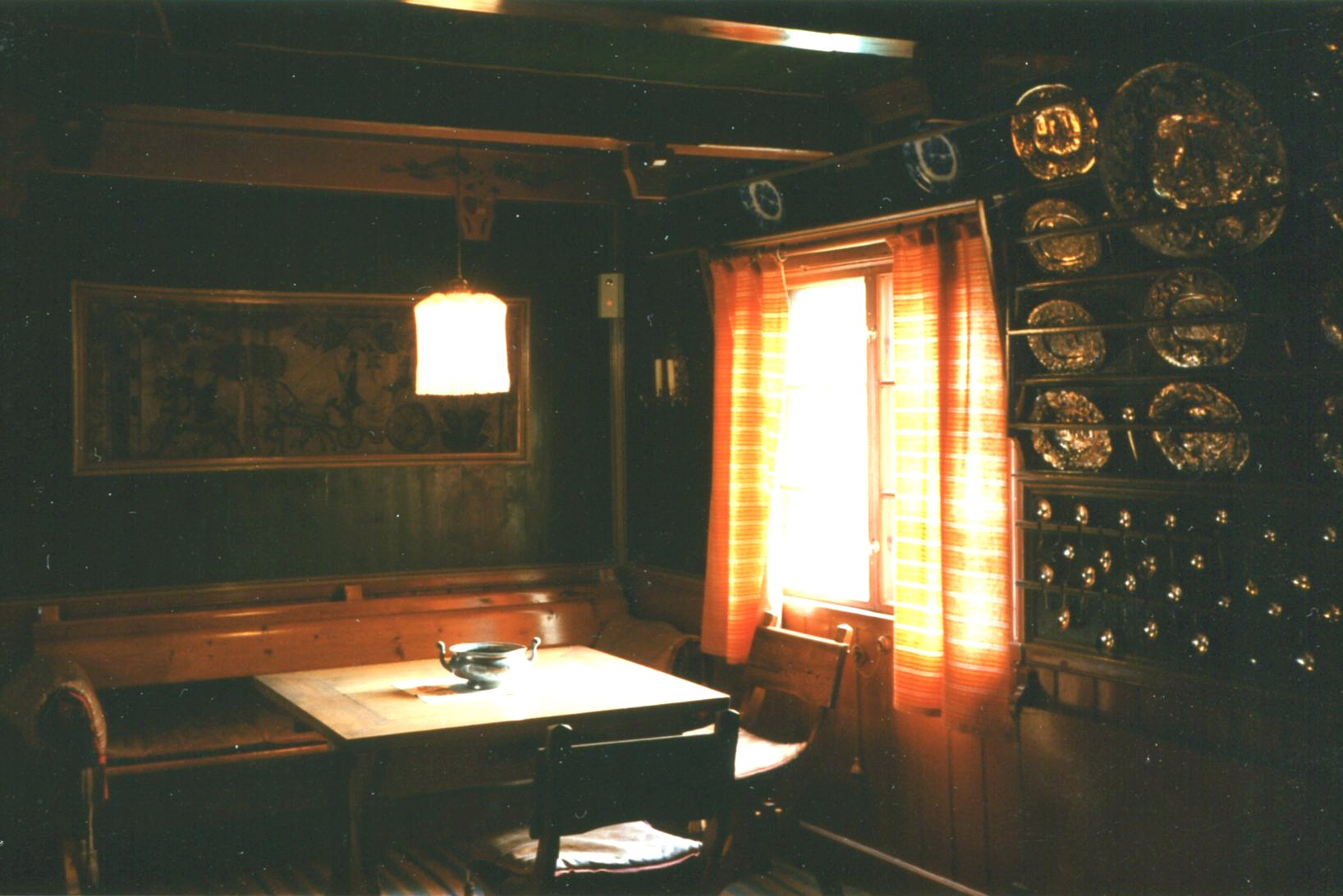
Matsalen och en del av silversamlingen
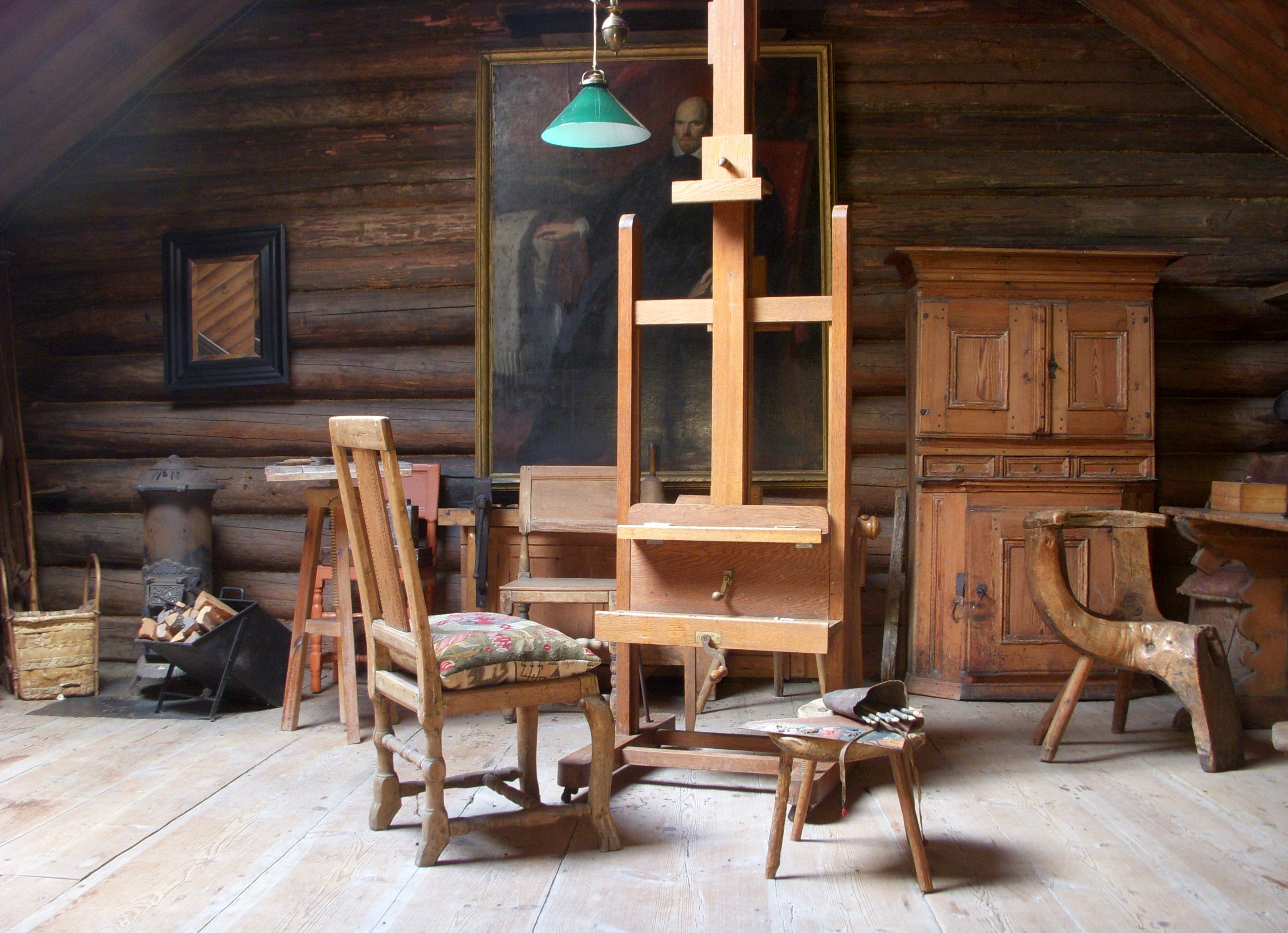
Ateljén i gammelstugan
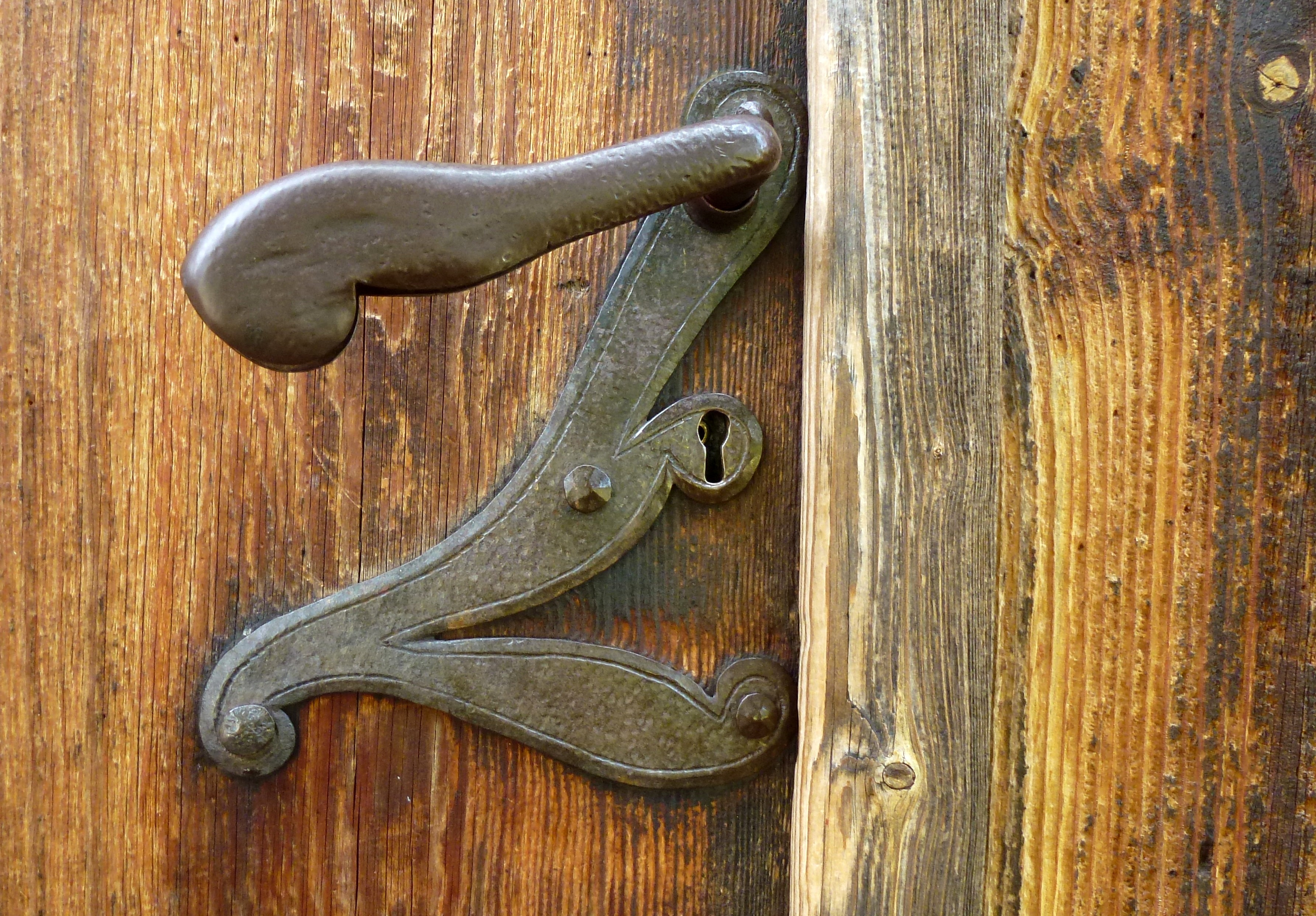
Dörrtrycke i form av ett "Z"

## Zornmuseet

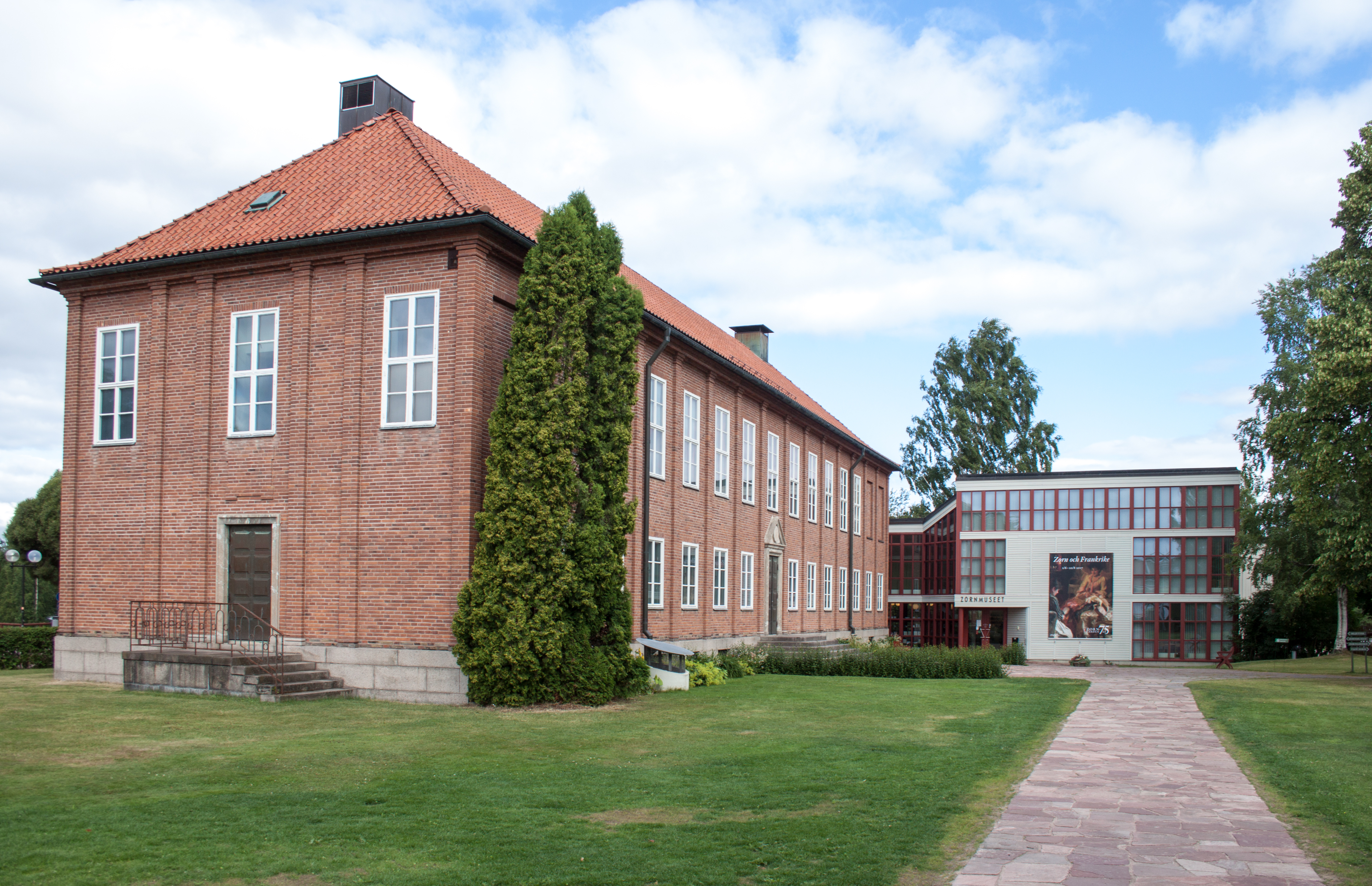
Östbergs och Nordströms museibyggnader.

Bredvid Zorngården ligger Zornmuseet, ritat av arkitekten Ragnar Östberg och uppfört 1939. Tegelbyggnaden kompletterades med ett inglasat trapphus 1982, ritat av arkitekten Torbjörn Olsson. Senare uppstod ett behov av mer utrymme för reception, bibliotek och kontor, vilket placerades i en tillbyggd vinkelställd byggnad som stod färdig 1996. Arkitekt var Gunnar Nordström.
Museet visar i sina permanenta utställningar verk av Anders Zorn, såsom Midnatt, Vallkulla, Dans i Gopsmorstugan samt de två självporträtten i rött och i vargskinnspäls. Både akvareller, oljemålningar och etsningar av Zorn, likväl som Zorns skulpturer och makarna Zorns samling av antika silverföremål ingår i samlingarna. 
Museet visar också målningar från Zorns privata konstsamling, bland andra tavlor av Bruno Liljefors, Ernst Josephson, Gustave Courbet och Giacomo Ceruti. I samlingarna ingår även en stor mängd Rembrandtetsningar, troligen en av världens största enskilda samlingar.

## Zorns gammelgård och textilkammare

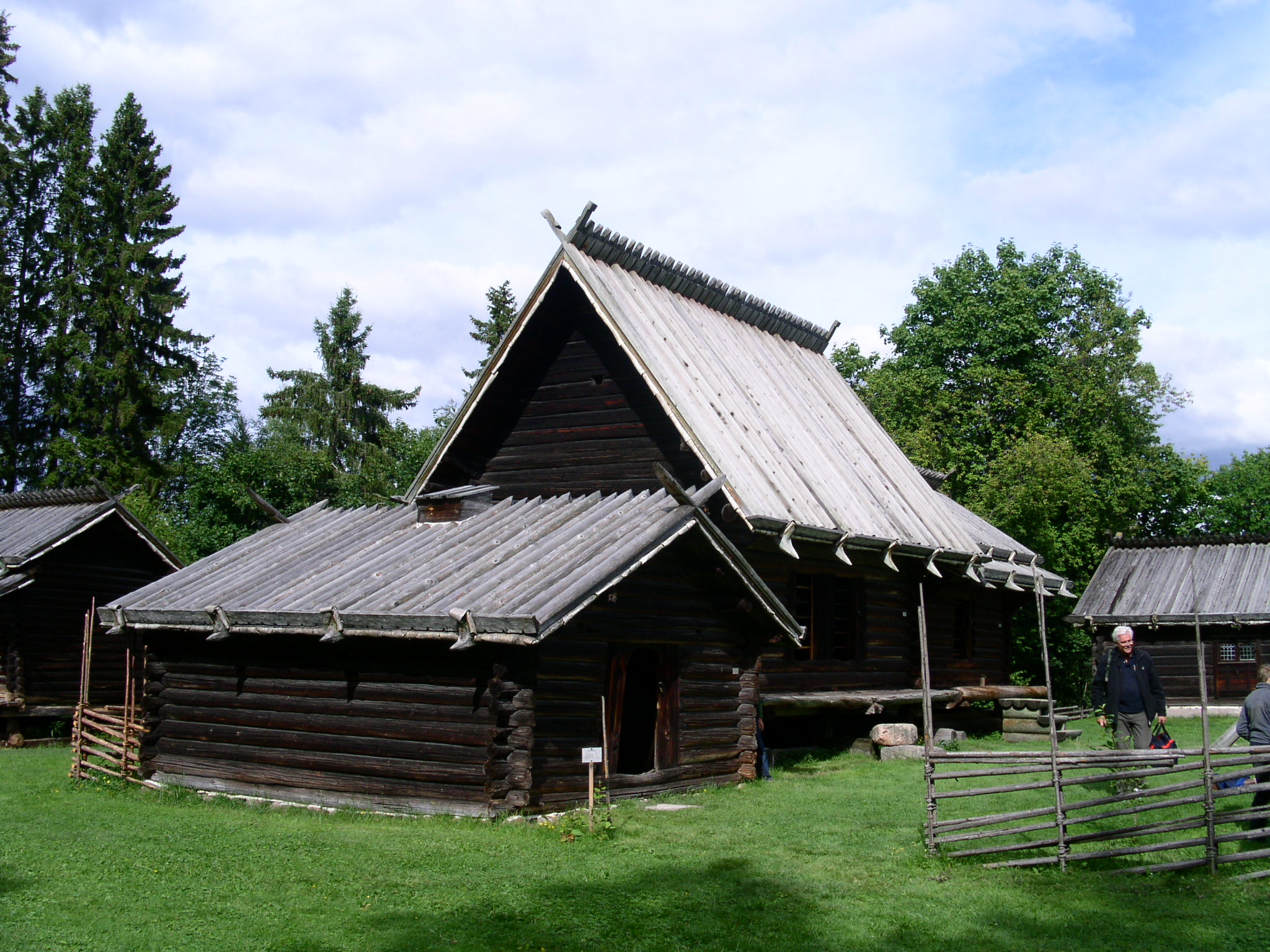
Eldhuset och ett dubbelhärbre från 1300-talet vid Zorns gammelgård

Anders Zorn påbörjade 1914 byggandet av ett friluftsmuseum, Zorns gammelgård. Museet färdigställdes efter Zorns död av Gerda Boëthius och består av ett fyrtiotal hus, från 1200-talet till 1700-talet. Husen är grupperade i olika miljöer, en hemby, en hemfäbod, ett kvarntun, en långfäbod och några båthus.
Zorns textilkammare uppfördes 1993 som receptionsbyggnad för gammelgården, men inrymmer även museibyggnad för utställningar av textilsamlingar som makarna Zorn ägde. Materialet har senare kompletterats med ytterligare donationer.
Hembyn består av fjorton byggnader, alla hämtade från byarna kring Mora. Stugorna byggdes upp på sin nuvarande plats 1916–1919. Det är allt från boningshus och verkstadshus till bland mycket annat lador, loftbodar och härbren, daterade från 1237 till 1765. Förutom Eldhuset från Noret, av virke fällt 1237 och Sveriges äldsta profana träbyggnad finns här en bod från Nusnäs av virke fällt vintern 1308–1309, en lada från Bergkarlås av virke fällt 1312–1313, en lada från Östnor av virke från 1319–1320 samt ett Härbre från Kråkberg, daterat till 1334–1335. Kråkbergshärbret var det första huset som flyttades till gammelgården 1914. Zorns tanke var att både visa hur en typisk Moragård kunde se ut, samtidigt som han ville visa timringsteknikens utveckling genom århundradena.
Fäbodarna består dels av en hemfäbod, som efterliknar den fäbod man förr hade nära gården och som brukades så länge betet räckte, och en långfäbod, som efterliknar de fäbodar dit man flyttade djuren senare på sommaren när betet på hemfäboden tagit slut.
- Hemfäboden består av sex hus, samtliga från en fäbod i Fudalen som var i bruk fram till 1927. Fäboden inköptes 1929 och flyttades till Gammelgården.
- Långfäboden innehåller åtta byggnader, varav ett eldhus som fungerade som boningshus och en mjölkbod, en slogbod, ett stall, ett antal fähus och lador. Mellan fäbodarna ligger ett kvarntun med bland annat en kvarnstuga, en skvaltkvarn, en smedja och några båthus.

Så gott som samtliga hus på Zorns gammelgård är knuttimrade byggnader. Det äldsta är ett eldhus som genom dendrokronologi daterats till 1237 och därmed är Sveriges äldsta bevarade allmogetimmerbyggnad. Vidare finns här flera härbren och trösklador från 1300-talet.
Zorns Gammelgård är belägen vid Siljans strand omkring en kilometer söder om Mora kyrka och Zornmuseet, bredvid Mora folkhögskola.